# Roodbuiklijstergaai
De roodbuiklijstergaai (Pterorhinus gularis, synoniem Garrulax gularis) is een zangvogel uit de familie Leiothrichidae.

## Verspreiding en leefgebied
Deze soort komt voor van Bhutan tot centraal Laos.

## Status
De grootte van de populatie is niet gekwantificeerd maar de soort wordt omschreven als zeldzaam tot plaatselijk vrij algemeen. Op de Rode lijst van de IUCN heeft deze soort de status niet bedreigd.